# Mops jobensis
Mops jobensis is een vleermuis uit het geslacht Mops die voorkomt op Ceram, Japen en Nieuw-Guinea en in het noorden van Australië, voornamelijk benoorden de Kreeftskeerkring. Deze soort is verwant aan M. plicatus in het westen en M. bregullae en M. solomonis in het oosten. De Australische populatie wordt als een aparte ondersoort gezien, colonicus Thomas, 1906.
M. jobensis is een grote bulvleermuis met een sterk gerimpelde onderlip. De bovenkant van het lichaam is bruin, de onderkant lichter en grijzer. De huid is donkerbruin. De kop-romplengte bedraagt 58 tot 65 mm, de staartlengte 31 tot 37 mm, de voorarmlengte 43 tot 52 mm, de oorlengte 16 tot 22 mm en het gewicht 10 tot 30 g.
Deze soort slaapt in Australië in boomholtes, grotten en gebouwen. De vlucht is snel en rechtlijnig. In november of december wordt een enkel jong geboren.